# Nio ET5
Nio ET5 je elektrický automobil z produkce čínského výrobce Nio, jenž je po vozidlech SUV označovaných EC6, ES6 a ES8, supersportovním EP9 a sedanu ET7 v pořadí šestým modelem v portfoliu svého výrobce. Vyráběn je od roku 2021, avšak na čínském trhu se podle plánů výrobce měl prodávat od září roku 2022.

## Technické parametry
Vůz vychází ze stejné platformy jako další automobil stejného výrobce, model ET7, oproti kterému je však o 0,4 metru kratší, když jeho délka dosahuje 4,7 metru. Řazen je tak do skupiny dlouhých fastbacků střední třídy. Jeho šířka činí 1,96 metru a rozvor se má hodnotu 2,888 metru.
Automobil pohání dvojice elektromotorů, z nichž jeden je umístěn u přední nápravy a druhý u nápravy zadní. Pohonné jednotky mají kombinovaný výkon na úrovni 360 kW a točivý moment dosahuje 702 Nm. Z nuly na rychlost 100 km/h zvládne zrychlit za 4,3 sekundy a naopak ze stejné rychlosti zastavit dokáže na vzdálenosti 33,9 metru. Energii jim dodává jedna z trojice sad baterií. Základní je sada o kapacitě 75 kWh, která umožňuje dojezd přibližně 550 kilometrů. Delší dojezdovou vzdálenost, a to okolo 700 kilometrů, nabízí baterie o kapacitě 100 kWh a  pokud je vůz vybaven baterií o kapacitě 150 kWh, může automobil na jedno nabití dojet více než 1000 km. Údaje jsou udávány podle v Číně používané normy CLTC, jež je mírnější než evropská metodika WLTP. I přes to mělo vozidlo ve své době jeden z nejdelších dojezdů na jedno nabití ve světovém porovnání. Baterie po vybití není třeba dobíjet, nýbrž díky spolupráci se sítí čerpacích stanic pohonných hmot značky Shell je možné je pouze vyměnit za nabité a tento úkon netrvá déle než tři minuty.
Vzhled automobilu se podobá Modelu 3 od amerického výrobce elektromobilů Tesla. V jeho interiéru se na místě středového panelu nachází rozměrná centrální obrazovka mající vertikální orientaci. Vedle toho je automobil vybaven specifickým čalouněním, které pomáhá vnitřní akustice ve vozidle, neboť je vůz v základu vybaven zvukovým systémem s technologií Dolby Atmos nabízející prostorový zvuk. Dodávány jsou rovněž brýle určené k zobrazování virtuální reality, neboť se ve voze nachází virtuální obrazovka.

## Nehoda vPraze
Začátkem listopadu roku 2023 se na letňanském výstavišti v Praze konala výstava zaměřená na elektromobilitu. Automobilka zde vystavovala model ET5 Touring v ceně 1,7 milionu českých korun. Za volant vozu si sedl šestnáctiletý mladík a automobil se nečekaně rozjel. Řidič byl v tu chvíli v šoku a nedokázal nohu z rychlostního pedálu sundat. Vozidlo sice spustilo automatické brzdění, aby se vyhnulo srážce, nicméně zabránit jí již nedokázalo a automobil doklouzal k jinému vystavenému exponátu, a sice elektrické dodávce značky Iveco.